# Puchoco-Schwager
El sector Puchoco-Schwager ubicado en el barrio Schwager de la ciudad de Coronel, Región del Biobío, Chile. Es un asentamiento emplazado en la llamada Cuenca del Carbón, sector de explotación carbonífera que floreció a principios del siglo XX.
Su denominación proviene de la fusión de la palabra mapuche Puchoco que significa en mapudungun "Agua que sobra" y de Federico Schwager Maggines, apellido del principal precursor de la industria carbonífera en la ciudad de Coronel.
En la actualidad, cumple funciones turísticas y comunitarias. En virtud de su relevancia histórica y patrimonial es que el 31 de mayo del 2010 es declarado Monumento Nacional en categoría de Zona Típica.

## Valores y atributos patrimoniales

### Valor Histórico
Los sectores industriales de Schwager y Lota constituyen uno de los asentamientos urbanos más relevantes de la cultura del carbón en Chile e influyeron en el proceso de desarrollo económico, demográfico y urbano de la ciudad de Coronel.

### Valor Paisajístico
La transformación del territorio como consecuencia de la industrialización, basada en la implantación del modelo urbano de ciudad minera que se adapta a la geografía. Está conformado por una franja costera que corre de norte a sur, y de ancho 300 y 400 metros, respaldada por una cadena de cerros que la separan de la ciudad de Coronel, conformando una zona desprotegida y abierta hacia el mar.

### Valor Arquitectónico
Basado en un modelo de asentamiento industrial, responde a la necesidad de establecer un sistema de vida comunitaria más eficiente para la explotación de los yacimientos de carbón, caracterizándose este sector por acoger las viviendas de obreros y empleados. 
Presenta dos modelos de habitación obrera, el primero corresponde a los pabellones (Posteriormente demolidos en 1985) y el Edificio Colectivo Chollín. Sumado a esto, el modelo de ciudad minera contemplaba equipamientos generando un polo autosuficiente.
| Año de construcción | Edificación                                      | Factor Causante |
| ------------------- | ------------------------------------------------ | --------------- |
| 1920                | Economato                                        | Social          |
| 1920                | Retén de Carabineros                             | Social          |
| 1920                | Edificio de ventiladores                         | Productivo      |
| 1925                | Casino para empleados                            | Social          |
| 1928                | Pabellones                                       | Social          |
| 1930                | Plaza de Puchoco                                 | Social          |
| 1930                | Escuela Industrial                               | Social          |
| 1930                | Mercado junto a la Plaza                         | Social          |
| 1930                | Pabellones para Técnicos                         | Social          |
| 1935                | Iglesia Jesús Obrero                             | Social          |
| 1939                | Casas para Técnicos                              | Social          |
| 1940                | Gimnasio                                         | Social          |
| 1941                | Casa para Celadores                              | Social          |
| 1942                | Muelle Jureles                                   | Productivo      |
| 1942                | Excavación dos piques                            | Productivo      |
| 1949                | Casino para Mayordomos                           | Social          |
| 1953                | Edificios Colectivo Chollín                      | Social          |
| 1986                | Viviendas (Tras la demolición de Pabellones sur) | Social          |